# Hendrina Margaretha van Thil
Hendrina Margaretha van Thil, född 1722, död 1799, var en nederländsk skådespelerska. 
Hon var dotter till Adriaan van Thil, skådespelare, och Catherine van der Pals. 
Hon var engagerad vid Amsterdamse Schouwburg 1738–72 (med uppehåll 1747-63, då hon inte arbetade), vid Rotterdamse Schouwburg 1773–84, och åter vid Amsterdamse Schouwburg 1784-91. 
Thil tillhörde sin tids mest omtalade scenartister i Nederländerna. Hon spelade första hjältinnor och därefter mödrar och drottningar. Hon fick god kritik i sin framtid, utöver att hon ibland sades vara för dramatisk, och hade ett flertal elever.  